# Munidopsis latimana
Munidopsis latimana is een tienpotigensoort uit de familie van de Munidopsidae. De wetenschappelijke naam van de soort is voor het eerst geldig gepubliceerd in 1966 door Miyake & Baba.